# Rotiferophthora barronii
Rotiferophthora barronii är en svampart som beskrevs av Glockling 1994. Rotiferophthora barronii ingår i släktet Rotiferophthora och familjen Cordycipitaceae.   Inga underarter finns listade i Catalogue of Life.